# Rokopella brummeri
Rokopella brummeri är en blötdjursart som beskrevs av Goud och Gittenberger 1993. Rokopella brummeri ingår i släktet Rokopella och familjen Neopilinidae. Inga underarter finns listade i Catalogue of Life.